# Meioneta subnivalis
Meioneta subnivalis är en spindelart som först beskrevs av Andrei V. Tanasevitch 1989.  Meioneta subnivalis ingår i släktet Meioneta och familjen täckvävarspindlar. Inga underarter finns listade i Catalogue of Life.